# Dubois County
Dubois County is een county in de Amerikaanse staat Indiana.
De county heeft een landoppervlakte van 1.114 km² en telt 39.674 inwoners (volkstelling 2000). De hoofdplaats is Jasper.

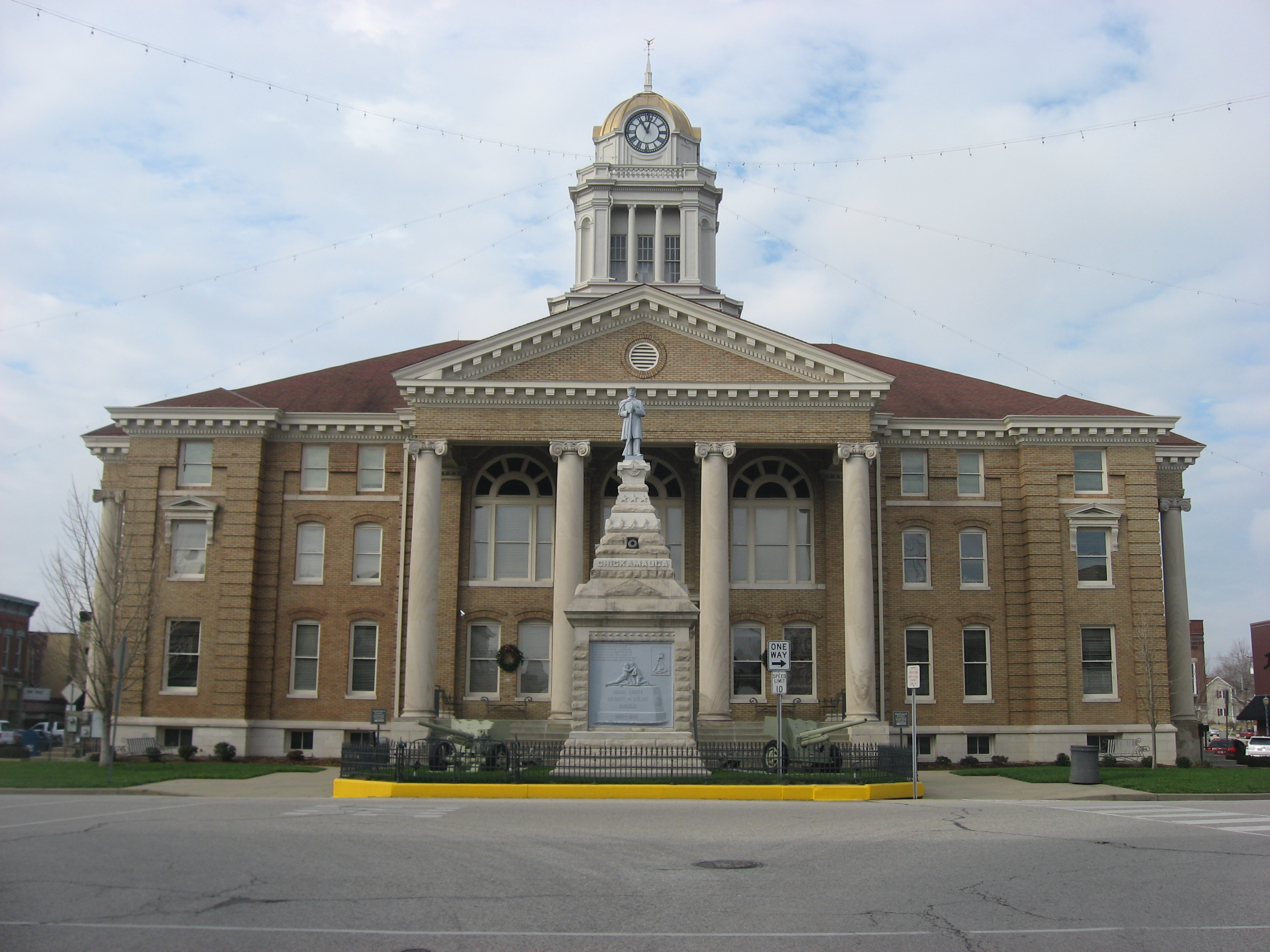
Dubois County Courthouse